# Indicateur de pauvreté
«  IPH (socioéconomie) » et «  HPI (socioéconomie) » redirigent ici. Pour les autres significations, voir IPH et HPI.
Pour les articles homonymes, voir Indicateur et Pauvreté.
Un indicateur de pauvreté humaine ou IPH (en anglais, Human Poverty Index ou HPI) est un indice permettant de caractériser le niveau de pauvreté d'un pays. Il a été créé par le programme des Nations unies pour le développement (PNUD) en 1997 et a été remplacé en 2010 par l'indice de pauvreté multidimensionnelle (IPM). L'IPH varie entre 0 et 100, en fonction de 5 critères notés de 0 à 20.
La pauvreté est essentiellement estimée par le nombre de personnes vivant avec un revenu en dessous d'un niveau dit « de pauvreté », qui est en 2002 de 2 USD par jour. D'autres niveaux de pauvreté sont fixés à 1, 4 et 11 USD par jour, ce qui permet d'affiner l'analyse ; le niveau de revenu de 1 USD par jour est appelé « niveau d'extrême pauvreté ».
Le PNUD utilise également des indicateurs indirects, qui mesurent l'impact de la pauvreté sur la population, et qui servent à calculer des indicateurs composites de pauvreté des revenus et des humains IPH-1 et IPH-2 (indice de pauvreté humaine), ou HPI-1 et HPI-2 (human poverty index) :
- l'IPH-1, plutôt adapté au classement des pays pauvres ainsi que des pays en développement, est calculé à partir des indicateurs suivants :
  - indicateur de longévité (P1) qui varie à l'inverse de l'espérance de vie ;
  - indicateur d'instruction (P2) ;
  - indicateur de conditions de vie (P3) ;
- l'IPH-2, plutôt adapté au classement des pays riches (il est utilisé pour la plupart des pays de l'OCDE), calculé à partir des indicateurs suivants
  - indicateur de longévité (P1) ;
  - indicateur d'instruction (P2) ;
  - indicateur de conditions de vie (P3) ;
  - indicateur d'exclusion (P4).

Les IPH n'ont pas d'unité de mesure mais sont exprimés en pourcentage, non de la population mais simplement résultant des formules utilisées ci-dessous (voir l'article Analyse dimensionnelle) : plus un IPH est élevé, plus un pays est « pauvre ».
En 2000,
- l'IPH-1 (pays en développement) variait de 6,5 % (Singapour) à 62,5 % (Niger) ;
- l'IPH-2 (pays développés) variait de 6,7 % (Suède) à 15,8 % (États-Unis).

## Calcul des IPH

### IPH-1
L'IPH-1 est calculé à partir de la moyenne cubique de trois indicateurs exprimés en pourcentages P1, P2 et P3 :
- P1 est le pourcentage de décès avant 40 ans ;
- P2 est le pourcentage d'analphabétisme ;
- P3 représente le manque de conditions de vies décentes, il est lui-même la moyenne arithmétique de trois sous-indices P31, P32 et P33 :
  - P31 est le pourcentage de personnes privées d'accès à l'eau potable,
  - P32 est le pourcentage de personnes privées d'accès aux services de santé,
  - P33 est le pourcentage d'enfants de moins de cinq ans souffrant d'insuffisance pondérale (modérée ou aiguë), voir l'article Mortalité infantile.

À partir de 2001, on a vu une rectification dans la méthode de calcul du dernier indice en éliminant le « pourcentage de personnes privées d'accès aux services de santé », à cause d'un manque de données fiables.
On calcule alors :
{\displaystyle \mathrm {P} _{3}={\frac {\mathrm {P} _{31}+\mathrm {P} _{32}+\mathrm {P} _{33}}{3}}}
et
{\displaystyle \mathrm {IPH} _{1}={\sqrt[{3}]{\frac {\mathrm {P} _{1}^{3}+\mathrm {P} _{2}^{3}+\mathrm {P} _{3}^{3}}{3}}}}

### IPH-2
L'IPH-2 est calculé à partir de la moyenne cubique de quatre indicateurs exprimés en pourcentages, P1, P2, P3 et P4.
- P1 est le pourcentage de décès avant 60 ans ;
- P2 est le pourcentage d'illettrisme ;
- P3 représente le manque de conditions de vie décentes, estimé par le pourcentage de personnes vivant en dessous de la demi-médiane de revenu disponible des ménages :
si M est le niveau de revenus tel qu'une moitié de la population a un revenu supérieur à M et l'autre moitié un revenu inférieur à M, alors P3 est le pourcentage de personnes ayant un revenu inférieur à M/2 ;
- P4 est le pourcentage de personnes en chômage de longue durée, c'est-à-dire membre de la population active et sans emploi depuis au moins 12 mois.

On calcule alors :
{\displaystyle \mathrm {IPH} _{2}={\sqrt[{3}]{\frac {\mathrm {P} _{1}^{3}+\mathrm {P} _{2}^{3}+\mathrm {P} _{3}^{3}+\mathrm {P} _{4}^{3}}{4}}}}

## Indicateur Bloomberg
Le magazine Bloomberg Markets utilise un indicateur, le Bloomberg misery index, qui est la somme de l'inflation et du taux de chômage au cours de l'année passée, les deux étant exprimés en pourcentages.

## Comparaison entre les indicateurs de pauvreté
Le pourcentage de la population sous le seuil de pauvreté étant un des facteurs des IPH, il a évidemment une influence sur leur valeur. Mais c'est souvent le seul nombre utilisé pour estimer la pauvreté ; il a l'avantage d'être simple et de représenter quelque chose de concret (un nombre de personnes atteintes dans un pays). Cet indicateur unidimensionnel n'est pas forcément suffisant. Il est logique qu'un manque de revenus implique une pauvreté, mais une société basée entièrement sur le troc aurait des revenus nuls sans nécessairement avoir beaucoup de pauvreté.

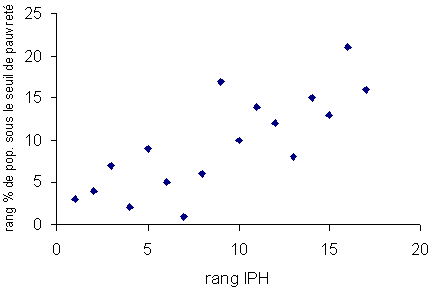
Corrélation entre le rang de classement selon l'IPH et le rang de classement selon le pourcentage de la population ayant un revenu inférieur à la demi-médiane

Pour les pays développés, si l'on compare le rang du pays avec le critère IPH-2 et avec le critère « pourcentage de la population sous le seuil de revenu égal à la moitié de la médiane des revenus », on constate que :
- l'écart absolu maximal est de 8 rangs ;
- l'estimateur de l'écart type σ (moyenne quadratique corrigée) vaut 3,66 rangs ;
- le coefficient de régression vaut 0,79.

On estime en général que deux valeurs sont bien corrélées si le coefficient de corrélation est supérieur à 0,87 en valeur absolue. On en conclut que les deux indicateurs ne représentent pas le même phénomène. Si l'on prend comme référence l'IPH-2, on en conclut que le pourcentage de population gagnant moins de la demi-médiane n'est pas un bon indicateur de pauvreté pour les pays développés, notamment sans doute en raison de mécanismes tels que les politiques d'accès aux soins et à l'éducation gratuits de certains pays.

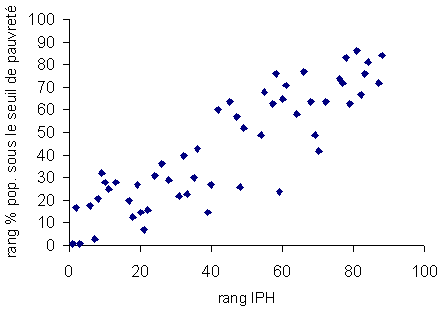
Corrélation entre le rang de classement selon l'IPH et le rang de classement selon le pourcentage de la population ayant un revenu inférieur à 1 USD par jour

Pour les pays en développement, si l'on compare le rang du pays avec le critère IPH-1 et avec le critère « pourcentage de la population sous le seuil de revenu de 1 USD par jour », on constate que :
- l'écart absolu maximal est de 35 rangs ;
- l'estimateur de l'écart type σ (moyenne quadratique corrigée) vaut 12,93 rangs ;
- le coefficient de régression vaut 0,88.

Statistiquement, les deux indicateurs sont bien corrélés, les revenus ont une influence considérable sur le niveau de pauvreté, sans doute en raison de la carence des services publics. Par contre, l'estimateur de l'écart type est important, une valeur de 13 rangs signifiant que si l'on considère un pays au hasard, on a une chance sur deux que les l'écart entre les rangs soient supérieur à 18. La faiblesse des revenus constitue donc un élément prépondérant de la pauvreté des pays en développement, mais n'est pas un élément d'appréciation suffisant.

## Classement des pays
Cette section donne le classement selon les indicateurs de pauvreté humaine IPH-1 et IPH-2 fait par le Programme des Nations unies pour le développement. Les pays sont classés de celui ayant le « moins de pauvreté » vers celui ayant le « plus de pauvreté ».

### Classement IPH-1
| Classement | Pays                             |
| ---------- | -------------------------------- |
| 1          | Uruguay                          |
| 2          | Chili                            |
| 3          | Argentine                        |
| 4          | Costa Rica                       |
| 5          | Barbade                          |
| 6          | Cuba                             |
| 7          | Singapour                        |
| 8          | Territoires palestiniens occupés |
| 9          | Mexique                          |
| 10         | Colombie                         |
| 11         | Jordanie                         |
| 12         | Panama                           |
| 13         | Qatar                            |
| 14         | Paraguay                         |
| 15         | Malaisie                         |
| 16         | Venezuela                        |
| 17         | Trinité-et-Tobago                |
| 18         | Équateur                         |
| 19         | Thaïlande                        |
| 20         | Liban                            |

### Classement IPH-2
| Classement | Pays        | IPH-2 (%) en 2000 | IPH-2 (%) en 2004 |
| ---------- | ----------- | ----------------- | ----------------- |
| 1          | Suède       | 6,7               | 2,0               |
| 2          | Norvège     | 7,5               | 7                 |
| 3          | Pays-Bas    | 8,5               | 8,2               |
| 4          | Finlande    | 8,8               | 8,2               |
| 5          | Danemark    | 9,5               | 8,4               |
| 6          | Allemagne   | 10,5              | 10,3              |
| 7          | Suisse      | 25,7              | 10,7              |
| 8          | Canada      | 12,3              | 10,9              |
| 9          | Luxembourg  | 10,8              | 11,1              |
| 10         | France      | 11,1              | 11,4              |
| 11         | Japon       | 11,2              | 11,7              |
| 12         | Belgique    | 12,6              | 12,4              |
| 13         | Espagne     | 11,3              | 12,6              |
| 14         | Australie   | 12,9              | 12,8              |
| 15         | Royaume-Uni | 15,1              | 14,8              |
| 16         | États-Unis  | 15,8              | 15,4              |
| 17         | Irlande     | 15,3              | 16,1              |
| 18         | Italie      | 12,2              | 29,9              |